# Deșteaptă-te, române!
Deșteaptă-te, române ("Probudite se, Rumunji") je rumunjska nacionalna himna.
Pjesmu je napisao Andrei Mureșanu, a uglazbio ju je Gheorghe Ucenescu. Objavljena je 1848. godine, tijekom revolucije, pod naslovom "Odjek" ("Un răsunet"). Prvi put je otpjevana u gradu Brașov iste godine, odmah je prihvaćena kao himna revolucije, pa je tada dobila današnje ime.
Na dan 29. lipnja se u Rumunjskoj obilježava Dan nacionalne himne.
Ova pjesma je neko vrijeme bila i nacionalna himna Moldavije, no 1994. je zamijenjena sadašnjom Limba noastră.
Pjesma ima 11 kitica, no na javnim nastupima obično se pjevaju samo 1., 4. i 2. kitica (tim redoslijedom).

## Prijevod nahrvatski
Zbog rumunjskog zakona, ne postoje službeni prijevodi ove pjesme na druge jezike.
1
Probudite se, rumunji, iz smrtnog sna
U koji su vas uljuljali barbarski tirani
Sad, ili nikad, vaš usud se obnavlja,
Kojem će se klanjati i vaši neprijatelji.
2
Sada ili nikad dajmo svijetu dokaz
Da u ovim žilama još teče rimska krv
Da u svojim grudima još uvijek čuvamo ponos na ime
Pobjednika u bitkama, ime Trajana!
4
Gledajte, veličanstvene sjene, Mihai, Stefan, Korvin,
Rumunjski narod, svoju velebnu unučad,
S oružjem u rukama, s vašom vatrom u svojim venama,
"Život u slobodi ili smrt!" kliču svi.

## Originalna verzija

### Narumunjskom
1
Deșteaptă-te, române, din somnul cel de moarte,
În care te-adânciră barbarii de tirani
Acum ori niciodată croiește-ți altă soartă,
La care să se-nchine și cruzii tăi dușmani.
2
Acum ori niciodată să dăm dovezi în lume
Că-n aste mâni mai curge un sânge de roman,
Și că-n a noastre piepturi păstrăm cu fală-un nume
Triumfător în lupte, un nume de Traian.
3
Înalță-ți lata frunte și caută-n giur de tine,
Cum stau ca brazi în munte voinici sute de mii;
Un glas ei mai așteaptă și sar ca lupi în stâne,
Bătrâni, bărbați, juni, tineri, din munți și din câmpii.
4
Priviți, mărețe umbre, Mihai, Ștefan, Corvine,
Româna națiune, ai voștri strănepoți,
Cu brațele armate, cu focul vostru-n vine,
"Viața-n libertate ori moarte" strigă toți.
5
Pre voi vă nimiciră a pizmei răutate
Și oarba neunire la Milcov și Carpați
Dar noi, pătrunși la suflet de sfânta libertate,
Jurăm că vom da mâna, să fim pururea frați.
6
O mamă văduvită de la Mihai cel Mare
Pretinde de la fii-și azi mână d-ajutori,
Și blastămă cu lacrămi în ochi pe orișicare,
În astfel de pericul s-ar face vânzători.
7
De fulgere să piară, de trăsnet și pucioasă,
Oricare s-ar retrage din gloriosul loc,
Când patria sau mama, cu inima duioasă,
Va cere ca să trecem prin sabie și foc.
8
N-ajunge iataganul barbarei semilune,
A cărui plăgi fatale și azi le mai simțim;
Acum se vâră cnuta în vetrele străbune,
Dar martor ne e Domnul că vii nu o primim.
9
N-ajunge despotismul cu-ntreaga lui orbie,
Al cărui jug de seculi ca vitele-l purtăm;
Acum se-ncearcă cruzii, cu oarba lor trufie,
Să ne răpească limba, dar morți numai o dăm.
10
Români din patru unghiuri, acum ori niciodată
Uniți-vă în cuget, uniți-vă-n simțiri.
Strigați în lumea largă că Dunărea-i furată
Prin intrigă și silă, viclene uneltiri.
11
Preoți, cu crucea-n frunte căci oastea e creștină,
Deviza-i libertate și scopul ei preasfânt.
Murim mai bine-n luptă, cu glorie deplină,
Decât să fim sclavi iarăși în vechiul nost'pământ.

## Vanjske poveznice
- Rumunjska himna